# Jovan Palalić
Jovan Palalić (en serbe cyrillique : Јован Палалић ; né le 26 avril 1971 à Bačka Palanka) est un homme politique serbe. Il est membre de la présidence du Parti démocratique de Serbie (DSS) et vice-président du groupe parlementaire du DSS à l'Assemblée nationale de la république de Serbie,.

## Biographie
Jovan Palalić naît à Bačka Palanka, dans la province de Voïvodine, le 26 avril 1971. Il termine ses études élémentaires et secondaires dans sa ville natale puis suit les cours de la Faculté de droit de l'Université de Novi Sad, dont il sort diplômé.
Aux élections législatives du 28 décembre 2003, Jovan Palalić figure sur la liste du Parti démocratique de Serbie (DSS). La liste remporte 17,72 % des suffrages et obtient 53 sièges sur 250 à l'Assemblée nationale de la république de Serbie, ce qui lui vaut un mandat de député.
De 2005 à 2010, il est membre du conseil d'administration du Parti démocratique de Serbie.
Aux élections législatives du 21 janvier 2007, Jovan Palalić figure à nouveau sur la liste du DSS, allié avec le parti Nouvelle Serbie (NS). La liste remporte 16,55 % des suffrages et obtient 47 sièges sur 250 à l'Assemblée nationale de la république, ce qui lui vaut d'obtenir un nouveau mandat.
Aux élections législatives anticipées du 11 mai 2008, il figure encore sur la liste du DSS, toujours allié à Nouvelle Serbie, qui obtient 480 987 voix, soit 11,61 % des suffrages, et envoie 30 représentants à l'Assemblée nationale ; Palalić est réélu député.
En 2010, Jovan Palalić devient membre de la présidence du DSS.
Aux élections législatives du 6 mai 2012, Palalić figure à nouveau sur la liste du DSS, qui se présente seul devant les électeurs ; la liste obtient 6,99 % des suffrages et 21 députés ; Jovan Palalić est réélu et devient vice-président du groupe parlementaire du DSS.
En plus de cette fonction, il participe aux travaux de la Commission des questions constitutionnelles et législatives et, en tant que suppléant, à ceux de la Commission de la défenses et des affaires intérieures et de la Commission des questions administratives, budgétaires, des mandats et de l'immunité. Il est également membre de la délégation serbe à l'Assemblée parlementaire de l'Organisation du traité de sécurité collective.

## Vie privée
Jovan Palalić est marié et père de deux enfants.